# DDR-Badmintonmeisterschaft 1970
Die DDR-Badmintonmeisterschaft 1970 fand vom 11. bis zum 12. April 1970 in Erfurt statt. Es war die 10. Austragung der Titelkämpfe.

## Medaillengewinner
| Disziplin    | Gold                                               | Silber                                                                      | Bronze                                                        |
| ------------ | -------------------------------------------------- | --------------------------------------------------------------------------- | ------------------------------------------------------------- |
| Herreneinzel | Klaus Katzor (Aktivist Tröbitz)                    | Joachim Schimpke (Aktivist Tröbitz)                                         | Harald Richter (BSG Wismut Karl-Marx-Stadt)                   |
| Herreneinzel | Klaus Katzor (Aktivist Tröbitz)                    | Joachim Schimpke (Aktivist Tröbitz)                                         | Edgar Michalowski (ASV Strausberg)                            |
| Dameneinzel  | Monika Thiere (Aktivist Tröbitz)                   | Christine Zierath (Einheit Greifswald)                                      | Annemarie Richter (BSG Wismut Karl-Marx-Stadt)                |
| Dameneinzel  | Monika Thiere (Aktivist Tröbitz)                   | Christine Zierath (Einheit Greifswald)                                      | Beate Herbst (HSG DHfK Leipzig)                               |
| Herrendoppel | Klaus Katzor Roland Riese (Aktivist Tröbitz)       | Erfried Michalowsky Edgar Michalowski (ASV Strausberg)                      | Claus Kattner Klaus Renner (SG Gittersee)                     |
| Herrendoppel | Klaus Katzor Roland Riese (Aktivist Tröbitz)       | Erfried Michalowsky Edgar Michalowski (ASV Strausberg)                      | Gerd Pigola Volker Herbst (HSG DHfK Leipzig)                  |
| Damendoppel  | Rita Gerschner Monika Thiere (Aktivist Tröbitz)    | Monika Habanz Barbara Tarnick (Traktor Pätz)                                | Angela Cassens Karin Becke (Vekoma Bühlau)                    |
| Damendoppel  | Rita Gerschner Monika Thiere (Aktivist Tröbitz)    | Monika Habanz Barbara Tarnick (Traktor Pätz)                                | Brigitte Plaxin Gudrun Hensel (Motor Robur Zittau)            |
| Mixed        | Joachim Schimpke Rita Gerschner (Aktivist Tröbitz) | Erfried Michalowsky Christine Zierath (ASV Strausberg / Einheit Greifswald) | Volker Herbst Beate Herbst (HSG DHfK Leipzig)                 |
| Mixed        | Joachim Schimpke Rita Gerschner (Aktivist Tröbitz) | Erfried Michalowsky Christine Zierath (ASV Strausberg / Einheit Greifswald) | Harald Richter Annemarie Richter (BSG Wismut Karl-Marx-Stadt) |

## Referenzen
- Martin Knupp: Deutscher Badminton Almanach, Eigenverlag (2003), 230 Seiten
- René Born: 1957–1997. 40 Jahre Badminton in Tröbitz – Die Geschichte des BV Tröbitz e. V., Eigenverlag (1997), 84 Seiten. (Online-Version)
- René Born: Badminton in Tröbitz (Teil 1 – Die Anfänge, die Medaillengewinner, die Statistik), Eigenverlag (2007), 455 Seiten (Online-Version)